# William E. Moerner

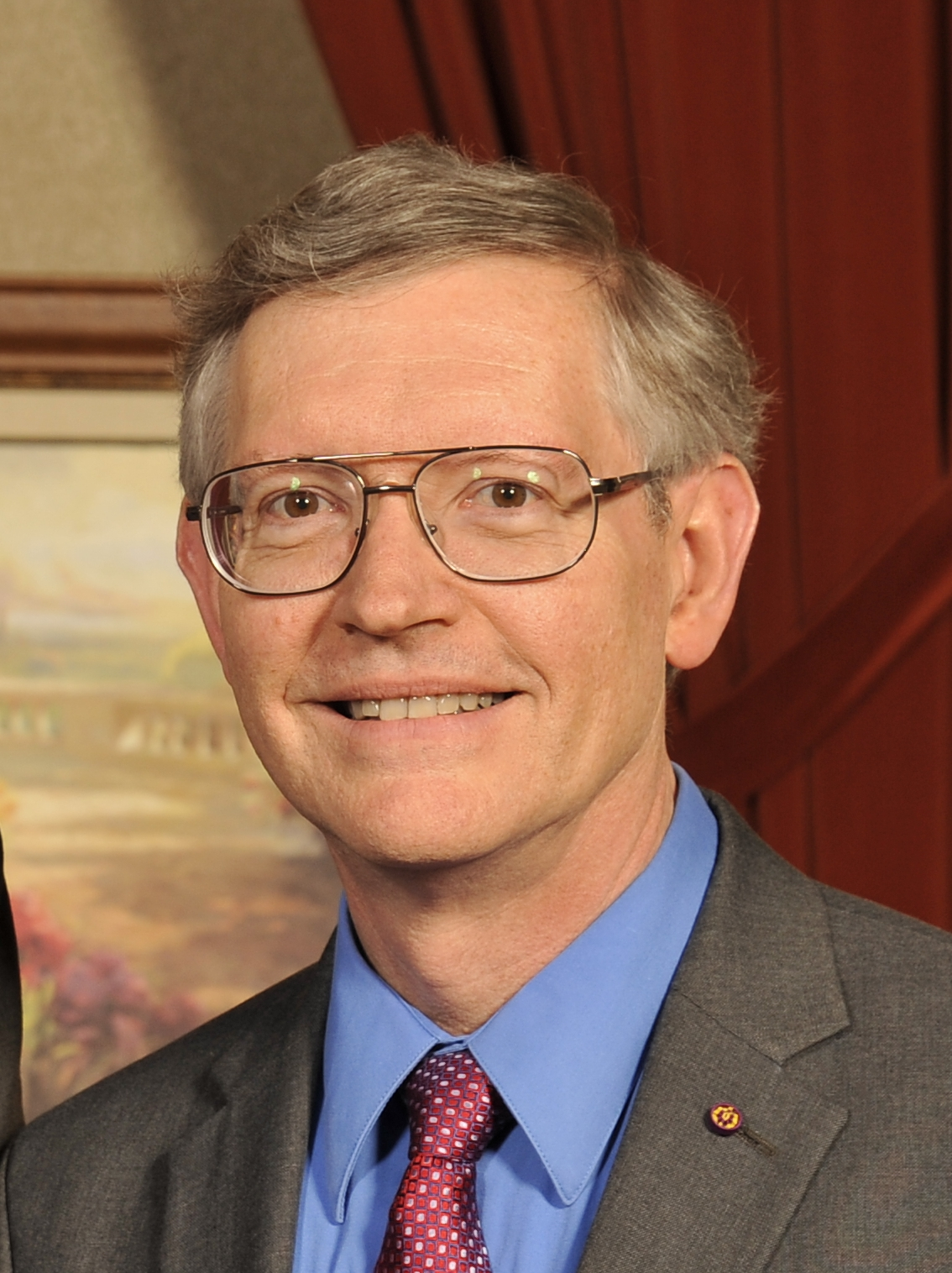
William E. Moerner

William Esco (W. E.) Moerner (n. 24 iunie 1953) este un fizician și chimist american, cercetător la Universitatea Stanford din Stanford, California, SUA. A făcut cercetări de biofizică, obținând imagini de molecule izolate. Este laureat al Premiului Nobel pentru Chimie 2014, împreună cu Eric Betzig și Stefan W. Hell, „pentru dezvoltarea microscopiei fluorescente cu super-rezoluție”.